# Таквери
Таквери (груз.: თაკვერი) — историческая область в Грузии. 

## История
Впервые термин Таквери был зафиксирован в анонимной географии Армении VII века. 
В более ранние феодальные времена название «Таквери» употреблялось в двух значениях: в широком смысле оно включало нынешнюю Рачу — Лечхуми, а в узком — область между серединой бассейна реки Цхенитцкхали и долиной реки Ладжанура (приток Риони). В эпоху средневековья название «Таквери» употреблялось только во втором значении. 
В XI веке Таквери подчинялась сванетскому эриставу, в XII – XIII веках находилась в подчинению Рачинским эриставам. 
В более поздние феодальные времена она входила в состав Лечхуми.